# Bill Evans
Bill Evans (Plainfield, New Jersey, 1929. augusztus 16. – New York, 1980. szeptember 15.) hatszoros Grammy-díjas amerikai dzsesszzongorista, zenekarvezető, zeneszerző. Sokak véleménye szerint megújította a dzsesszzongorázást.

## Pályakép
Tizenkét éves korában már pénzért zongorázott lagzikon. Közben hegedülni és fuvolázni is tanult. Egy egyetem New Orleans közelében fuvolaösztöndíjat nyújtott neki. Diplomát zongorázásból kapott, a vizsgakoncerten Beethovent játszott. Francia szerzők, Ravel és Debussy álltak hozzá a legközelebb. Bachot gyakran elemezte. Rengeteget tanult. Diáktársai még akkor is hallgatták, amikor csak gyakorolt.
Közben kóros önbizalomhiányban szenvedett. Gyakran rátört a kétely, vajon elég jó-e? Első lemeze egy év alatt csak nyolcszáz példányban kelt el. A második lemeze csak két év múlva jelent meg („Nem tudtam semmi újat mondani”).

## Együttműködés Miles Davisszel

### Kind of Blue
Miles Davis minden idők legnagyobb példányszámban eladott dzsesszlemezén, a Kind of Blue-n Evans volt a legfontosabb, döntően inspiráló partner. Evans Miles Davis szűk köréhez tartozott. A legendás szextett egyetlen fehér tagja volt. Bár Davis szerint Bill Evans volt az az igazi zongorista, akire szüksége van, mégis folyton éreztette vele lenézését. Állítólag a Kind of Blue egyik száma úgy született, hogy Davis átadott neki egy cetlit két akkorddal, hogy kezdjen vele valamit. Evans erre megírta a Blue in Green című témát, amit azonban Davis saját szerzeményének tüntetett föl, de azért kegyesen adott érte egy 25 dolláros csekket.
A bőgős Scott LaFaroval és a dobos Paul Motiannal megalapított egy triót. 1961-ben két albumot rögzítettek. Rá két héttel a 25 éves LaFaro meghalt egy autóbalesetben. 
Saját eredeti stílusa véglegesen kialakult.
Hét Grammy-díjat kapott, járta a világot, még korának klasszikus zenészei is áradoztak róla, Ligeti György darabokat írt számára.

## Halála
Közben a heroin és a kokain lassan tönkretette egészségét. Szkizofrén Harry bátyja főbe lőtte magát, második élettársa metró alá ugrott, egyik unokahúga is öngyilkos lett. Utolsó fellépésein rendre eljátszotta a MASH című televíziósorozat Az öngyilkosság nem fáj c. betétdalát.
Elvben a kábítószerezés miatti májzsugor, gyomorfekély és bronchitis vitte el, csupán 51 évesen. Valójában – mint barátja, a szövegíró és zenekritikus Gene Lees írta – Bill Evansé volt a történelem leghosszabb öngyilkossága.

## Albumok
- 1956 New Jazz Conceptions | Original Jazz
- 1958 Everybody Digs Bill Evans | Original Jazz
- 1959 On Green Dolphin Street | Milestone
- 1959 Portrait in Jazz | Original Jazz
- 1961 Nirvana | Atlantic
- 1961 Sunday at the Village Vanguard (live) | Original Jazz
- 1961 Explorations | Original Jazz
- 1961 More from the Vanguard | Milestone
- 1961 Waltz for Debby | Original Jazz
- 1962 Undercurrent | Blue Note Records
- 1962 Empathy | Verve
- 1962 How My Heart Sings! | Original Jazz
- 1962 Moonbeams | Original Jazz
- 1963 V.I.P.S Theme Plus Others | MGM
- 1963 Bill Evans Trio at Shelly’s Manne-Hole | Original Jazz
- 1963 Conversations with Myself | Verve
- 1963 The Solo Sessions, Vol. 1 | Milestone
- 1963 The Solo Sessions, Vol. 2 | Milestone
- 1963 Time Remembered | Milestone
- 1963 Trio '64 | Verve
- 1964 Trio Live | Verve
- 1965 Bill Evans Trio with Symphony Orchestra | Verve
- 1965 Trio '65 | Verve
- 1966 A Simple Matter of Conviction | Verve
- 1966 Bill Evans at Town Hall | Verve
- 1966 Intermodulation | Verve
- 1967 California, Here I Come | Verve
- 1967 Further Conversations with Myself | Verve
- 1968 Bill Evans at the Montreux Jazz Festival (live) | Verve
- 1968 Bill Evans Alone | Verve
- 1969 What’s New | Verve
- 1969 Alone | Verve
- 1970 Montreaux, Vol. 2 | CTI
- 1970 From Left to Right | MGM
- 1971 Bill Evans Album | Columbia
- 1972 Living Time | Columbia
- 1973 The Tokyo Concert (live) | Original Jazz
- 1973 From the Seventies | Fantasy
- 1974 Symbiosis | Verve
- 1974 Intuition | Original Jazz
- 1974 Re: Person I Knew | Original Jazz
- 1974 Since We Met | Original Jazz
- 1975 Alone (Again) | Fantasy
- 1975 Eloquence | Fantasy
- 1975 Montreaux, Vol. 3 (live) | Original Jazz
- 1975 The Tony Bennett|Bill Evans Album | Original Jazz
- 1976 Quintessence | Original Jazz
- 1977 Cross-Currents | Original Jazz
- 1977 You Must Believe in Spring | Warner Bros.
- 1978 New Conversations | Warner Bros.
- 1979 Paris Concert, Edition Two (live) | Elektra
- 1979 I Will Say Goodbye | Original Jazz
- 1979 Paris Concert, Edition One (live) | Elektra
- 1979 We Will Meet Again | Warner Bros.
- 1979 Affinity | Warner Bros.